# 橋本槙矩
橋本 槇矩（はしもと まきのり、1944年11月22日 - ）は、日本の英文学者、翻訳家。学習院大学名誉教授。

## 人物・来歴
キプリング協会会長などを務め、英国20世紀小説が専門。H・G・ウェルズ、怪奇小説などの翻訳も多いが、近年はアイルランド、スコットランド文学に関心を広げている。
1970年東京大学文学部英文科を卒業。1972年、同大学院修士課程を修了。学習院大学助教授を経て教授。2015年定年退職、名誉教授。

## 著書
- 『シェイマス・ヒーニー 現代アイルランドの詩神』（国文社） 1998
- 『青い薔薇　キプリングとインド』（松柏社） 2012

### 共編
- 『ラドヤード・キプリング 作品と批評』（高橋和久共編、松柏社）2003
- 『キプリング 大英帝国の肖像』（桑野佳明共編、彩流社） 2005
- 『現代インド英語小説の世界 グローバリズムを超えて』（栂正行共編著、鳳書房） 2011.4

## 翻訳
- 『夜光死体 イギリス怪奇小説集』（旺文社文庫） 1980
「マダム・クロウルの幽霊」（J・S・レ・ファニュ）
「獣の印」（R・キプリング）
「死体盗人」（R・L・スティーヴンソン）
「不吉な渡し舟」（ジョン・ゴルト）
「二人の魔女の宿」（ジョゼフ・コンラッド）
「夜光死体」（ディック・ドノバン）
「月に撃たれて」（バーナード・ケイペス）
「故エルヴィシャム氏の物語」（H・G・ウェルズ）
「革の漏斗」（コナン・ドイル）
「ある古衣の物語」（ヘンリー・ジェイムズ）
- 『恋のお守り』（ウォルター・デ・ラ・メア、旺文社文庫） 1981、のちちくま文庫 1989
- 『サラ・ミッダのガーデンスケッチ』（サラ・ミッダ、サンリオ） 1983
- 『猫は跳ぶ イギリス怪奇傑作集』（福武文庫） 1990
「革の漏斗」（コナン・ドイル）
「故エルヴィシャム氏の物語」（H・G・ウエルズ）
「ある古衣の物語」（ヘンリー・ジェイムズ）
「猫は跳ぶ」（エリザベス・ボウエン）
「二人の魔女の宿」（ジョゼフ・コンラッド）
「マダム・クロウルの幽霊」（J・S・レ・ファニュ）
「蠅」（アントニー・ベルコー）
「不吉な渡し舟」（ジョン・ゴルト）
「月に撃たれて」（バーナード・ケイベス）
- 『ホット・ジャズ・トリオ』（ウイリアム・コツウィンクル、福武書店） 1991
- 『イギリス怪奇傑作集』（宮尾洋史共訳、福武文庫） 1991
「園芸上手」（R・C・クック）
「黒い沼地のブラウニー」（ジェイムズ・ホッグ）
「ハンサムなレディ」（A・E・コパード）
「モロウビー・ジュークスの不思議な旅」（ラディヤード・キプリング）
「毒瓶」（L・P・ハートリイ）
「ラズベリージャム」（アンガス・ウィルソン）
「スミー」（A・M・バレイジ）
「人殺し」（W・W・ジェイコブズ）
- 『英国畸人伝』（イーディス・シットウェル、松島正一共訳、青土社） 1991
- 『ヨーロッパの神話伝説』（ジャックリーン・シンプソン、青土社） 1992
- 『コールド・ヘヴン』（ブライアン・ムーア、桑野佳明共訳、福武書店） 1992
- 『ことばの考古学』（コリン・レンフルー、青土社） 1993
- 『元型と象徴の事典 アーキタイプ・シンボル研究文庫』（ベヴァリー・ムーン、共訳、青土社） 1995
- 『キプリング短篇集』（ラドヤード・キプリング、編訳、岩波文庫） 1995
- 『フランケンシュタイン伝説 海外ホラーSF短篇集』（スティーヴン・ジョーンズ編、共訳、ジャストシステム） 1996
- 『アイルランド 歴史と風土』（ショーン・オフェイロン、岩波文庫） 1997
- 『アイルランド短篇選』（編訳、岩波文庫） 2000
- 『女王陛下のダイヤモンド インドからの道』（ケヴィン・ラシュビー、中央公論新社） 2004
- 『スコットランド紀行』（エドウィン・ミュア、岩波文庫） 2007
- 『イングランド紀行』上・下（プリーストリー、岩波文庫） 2007
- 『キプリング・インド傑作選』（ラドヤード・キプリング、高橋和久共編訳、鳳書房） 2008

### H・G・ウエルズ
- 『改造人間の島』（H・G・ウエルズ、旺文社文庫） 1977
- 『透明人間』（H・G・ウエルズ、旺文社文庫） 1977、のち岩波文庫 1992
- 『タイム・マシン』（H・G・ウエルズ、旺文社文庫） 1978、のち岩波文庫 1991
- 『モロー博士の島』（H・G・ウェルズ、鈴木万里共訳、岩波文庫） 1993
- 『イカロスになりそこねた男』（H・G・ウエルズ、共訳、ジャストシステム） 1996